# Геологічний розріз
Геологі́чний ро́зріз, геологічний профіль (англ. geological section, geologic column; нім. geologisches Profil n, geologischer Querschnitt m, Bergprofil n) — графічне зображення вертикального профілю геологічної будови певної місцевості, на якому показано вік, склад і потужність гірських порід.
Також — графічне зображення на вертикальній площині будови надр або родовища (продуктивної частини розрізу, експлуатаційного об'єкта, покладу), яке складене по розрізах свердловин і показує тектонічну будову, співвідношення гірських порід різного віку, умови їх залягання, товщини продуктивних пластів і характер їх неоднорідності, положення початкових контактів між газом, нафтою, водою, положення стовбурів і вибоїв свердловин, інтервалів перфорації, вироблених ділянок пластів та ін.